# Mosasaurini
Mosasaurini — це вимерла триба мозазаврів, які жили в пізній крейдяний період і чиї скам'янілості були знайдені в Північній Америці, Південній Америці, Європі, Африці та Океанії, з сумнівними випадками появи в Азії. Вони є високопохідними мозазаврами, які містять такі роди, як Plotosaurus, які мають унікальні пристосування до швидкого плавання, або Mosasaurus, який є одним із найбільших відомих морських рептилій.

## Опис
Триба містить один із найбільших відомих видів мозазаврів, Mosasaurus hoffmannii, довжина якого перевищує 12 м, але такий розмір є незвичайним для триби та навіть для самого роду Mosasaurus. Інші великі представники мають довжину близько 8 м (наприклад, Plotosaurus, Eremiasaurus, Mosasaurus conodon, Mosasaurus beaugei), тоді як інші навіть менші, приблизно 5–6 м в довжину (як Mosasaurus missouriensis).